# John Nelson (golfer)
John E. Nelson (Zuid-Afrika) is een Zuid-Afrikaanse golfprofessional die actief was op de Sunshine Tour.

## Loopbaan
Nelson begon zijn golfcarrière als een golfamateur en hij won het South African Amateur Strokeplay Championship, in 1992. In 1993 werd hij een golfprofessional en hij maakte meteen zijn debuut op de Southern Africa Tour (nu gekend als de Sunshine Tour).
In 1996 behaalde Nelson zijn eerste zege op de Southern Africa Tour door de Newcastle Classic te winnen nadat hij de play-off won van John Mashego. In 1997 behaalde hij zijn tweede zege door de Vodacom Series van Gauteng te winnen. Zijn laatste golfseizoen op de Sunshine Tour was in 2000/01.

## Prestaties

### Amateur
- 1992: South African Amateur Strokeplay Championship[1]

### Professional
Sunshine Tour
| Nr. | Datum           | Toernooi                | Score        | Score | Info                             |
| --- | --------------- | ----------------------- | ------------ | ----- | -------------------------------- |
| 1   | 21 april 1996   | Newcastle Classic       | 69+69+68=206 | –10   | Won de play-off van John Mashego |
| 2   | 9 augustus 1997 | Vodacom Series: Gauteng | 71+68+72=211 | –5    | [ 3 ]                            |